# U 106 (U-Boot, 1917)
U 106 war ein U-Boot der Kaiserlichen Marine im Ersten Weltkrieg. Das Boot führte eine Unternehmung im östlichen Nordatlantik durch. Dabei wurde ein Kriegsschiff versenkt und ein Handelsschiff beschädigt.

## Einsatz
U 106 wurde am 5. Mai 1916 in Auftrag gegeben, lief am 12. Juni 1917 bei der Germaniawerft in Kiel vom Stapel und wurde am 28. Juli 1917 in Dienst gestellt. Ab Anfang September 1917 war das Boot der IV. U-Flottille in Emden und Borkum zugeordnet. Erster und einziger Kommandant war Kapitänleutnant Hans Hufnagel.
U 106 lief am 8. September 1917 aus Emden aus. Die vorgesehene Route war an den Shetlandinseln vorbei in den Nordkanal der Irischen See. Während dieser Feindfahrt versenkte U 106 am 18. September 1917 den britischen Zerstörer Contest mit 957 BRT und beschädigte das britische Frachtschiff City of Lincoln (5.867 BRT). Beim Untergang der Contest kamen 35 Menschen ums Leben. 60 Überlebende wurde von der City of Lincoln aufgenommen.

## Verbleib
Am 7. Oktober 1917 wurden an U 106 zwei Funkbefehle ausgegeben, die jeweils mit „Nicht verstanden“ quittiert wurden. Inhalt der Funkbefehle war ein neuer Treffpunkt, weil bei Terschelling ein neues britisches Minennetz entdeckt worden war. Doch die zum Ausgang der minenfreien Durchfahrt entsandten Geleit- und Minenräumschiffe, die U 106 in Empfang nehmen sollten, warteten vergeblich. Der 7. Oktober 1917 gilt als letztes Kontaktdatum. Der Tag der Versenkung wird zwischen dem 7. und dem 9. Oktober 1917 angegeben, die Lage in der Nähe von Terschelling und als Grund die Versenkung durch Minen (54° 50′ N, 6° 0′ O).
Im Oktober 2009 ortete ein Vermessungsschiff der niederländischen Marine etwa 40 Seemeilen nördlich von Terschelling ein Wrack. Zunächst bestand Hoffnung, das seit dem 18. Juni 1940 vermisste niederländische U-Boot O-13 gefunden zu haben. Im Dezember 2009 wurden mit einer Unterwasserkamera Aufnahmen des Wracks in 40 Metern Tiefe gemacht. Im Februar 2010 folgten weitere Untersuchungen und es gelang Tauchern, einen Lufttank von 300 cm Länge und 44 cm Durchmesser zu bergen. An dem geborgenen Stahlzylinder wurde eine Messingplakette mit Seriennummern freigelegt, der die zweifelsfreie Identifizierung von U 106 ermöglichte. Nachdem deutsche Behörden die Suche nach eventuell noch lebenden Verwandten der Opfer abgeschlossen hatten, wurden die Informationen zur Veröffentlichung freigegeben. Das Wrack von U 106 soll an Ort und Stelle verbleiben und wurde zu einer Kriegsgräberstätte erklärt.